# Kivikari, Nystad
Kivikari är en ö i Finland. Den ligger i Skärgårdshavet eller Bottenhavet och i kommunen Nystad i den ekonomiska regionen  Nystadsregionen i landskapet Egentliga Finland, i den sydvästra delen av landet. Ön ligger omkring 67 kilometer nordväst om Åbo och omkring 220 kilometer väster om Helsingfors.
Öns area är 4,6 hektar och dess största längd är 380 meter i sydöst-nordvästlig riktning.